# James A. Contner
James A. Contner est un réalisateur américain qui a travaillé principalement pour la télévision. Il a débuté comme assistant cadreur en 1972 et a travaillé pour des films comme Les Dents de la mer (1975) et Superman (1978). Il a ensuite travaillé comme directeur de la photographie (entre autres sur la série Deux Flics à Miami), puis a réalisé de nombreux épisodes de différentes séries télévisées, notamment Buffy contre les vampires, Angel, Star Trek: Enterprise, Charmed et X-Files : Aux frontières du réel.

## Filmographie

### Réalisateur
- 1988 : Equalizer, 3 épisodes
- 1988 et 1989 : 21 Jump Street, 4 épisodes
- 1989 et 1990 : Un flic dans la mafia, 4 épisodes
- 1990 : Hitler's Daughter (téléfilm)
- 1991 à 1996 : Les Sœurs Reed, 14 épisodes
- 1995 : X-Files : Aux frontières du réel, épisode Ombre mortelle
- 1997 : Dark Skies : L'Impossible Vérité, 2 épisodes
- 1998 à 2003 : Buffy contre les vampires, 20 épisodes : Un charme déroutant, La Nouvelle Petite Sœur, Révélations, Sans défense, La Boîte de Gavrock, Désillusions, Intrigues en sous-sol, La Fin du monde, Piégée, Un amour de pleine lune, Phase finale, Le Double, Chagrin d'amour, La Spirale, Esclave des sens, Entropie, Toute la peine du monde, partie 2, Vice versa, La Relève et La Fronde
- 1998 à 2004 : Charmed, 4 épisodes
- 1999 à 2004 : Angel, 13 épisodes : Angel fait équipe, Raisons et Sentiments, Cadeaux d'adieu, Cinq sur cinq, Premières Impressions, Retrouvailles, Impasse, Dans la peau d'Angel, Loyauté, L'Éveil, Libération, Justes Récompenses et Jeu de pouvoir
- 2000 : Roswell, 2 épisodes
- 2002 : Firefly (saison 1, épisode 11, Histoires anciennes)
- 2002 et 2003 : Star Trek: Enterprise, 5 épisodes
- 2009 : Dollhouse (saison 1, épisode 7)

### Directeur de la photographie
- 1980 : La Chasse
- 1981 : Les Faucons de la nuit
- 1983 : Un flic aux trousses
- 1983 : Les Dents de la mer 3
- 1984 : Le Kid de la plage (The Flamingo Kid), de Garry Marshall
- 1985 : Le Dernier Dragon (The Last Dragon), de Michael Schultz
- 1985 : Deux Flics à Miami, 11 épisodes
- 1986 : Les Incorruptibles de Chicago, 8 épisodes
- 1988 : Incidents de parcours